# سارا دان (مؤلفة)
سارا دان (بالإنجليزية: Sarah Dunn) (28 يوليو 1969 في الولايات المتحدة)؛ كاتبة سيناريو وروائية أمريكية.

## روابط خارجية
- سارا دان على موقع IMDb (الإنجليزية)
- سارا دان على موقع ألو سيني (الفرنسية)
- سارا دان على موقع قاعدة بيانات الفيلم (الإنجليزية)